# 나이트스탠드

현대의 침대 테이블

나이트스탠드(Nightstand)는 나잇 테이블, 침대옆 테이블로 불리며, 침대옆이나, 침실의 어느곳에 있는 작은 테이블이다. 그것은 밤시간 동안 침대를 쓰는 사람을 위한 전기 스탠드 테이블 및 커피 테이블의 역할을 한다.